# Majdan Kozic Górnych
Majdan Kozic Górnych – wieś w Polsce położona w województwie lubelskim, w powiecie świdnickim, w gminie Piaski.
W latach 1975–1998 miejscowość administracyjnie należała do ówczesnego województwa lubelskiego.
Wieś jest sołectwem w gminie Piaski. Według Narodowego Spisu Powszechnego z roku 2011 wieś liczyła 126 mieszkańców.

## Historia
Wieś znana w wieku XIX jako Majdan, posiadała wówczas osad 20, z gruntem mórg 196.
21 października 1963 w Majdanie Kozic Górnych podczas obławy ZOMO poległ Józef Franczak, ps. „Lalek” – sierżant Wojska Polskiego, żołnierz wojny obronnej Polski 1939, później związany ze strukturami ZWZ-AK, ostatni żołnierz polskiego podziemia antykomunistycznego i niepodległościowego.